# Saint-Ciergues
Saint-Ciergues ist eine französische Gemeinde mit 179 Einwohnern (Stand: 1. Januar 2022) im Département Haute-Marne in der Region Grand Est. Sie gehört zum Arrondissement Langres und zum gleichnamigen Kanton Langres.
Der namengebende Patron des Ortes ist der hl. Quiricus, in Frankreich auch Ciergues genannt.

## Lage
Die Gemeinde Saint-Ciergues liegt am Stausee Réservoir de la Mouche, der vom Flüsschen Mouche gespeist wird, fünf Kilometer nordwestlich von Langres. Sie ist umgeben von folgenden Nachbargemeinden:
| Beauchemin                       | Saint-Martin-lès-Langres                    | Humes-Jorquenay |
| Mardor                           | Kompassrose, die auf Nachbargemeinden zeigt | Langres         |
| Courcelles-en-Montagne, Voisines | Perrancey-les-Vieux-Moulins                 |                 |

## Bevölkerungsentwicklung

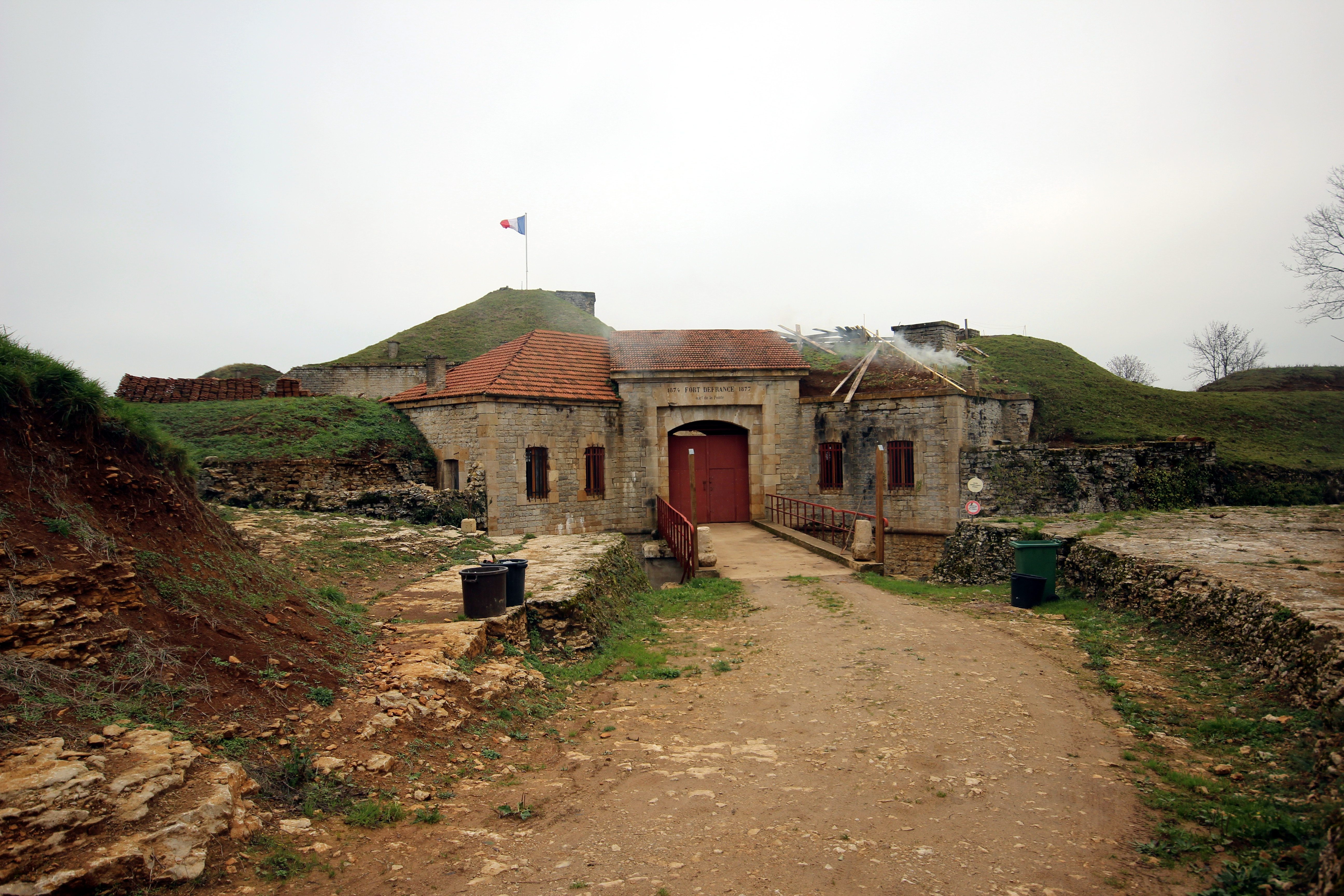
Fort de la Pointe de Diamant

| Jahr                       | 1962 | 1968 | 1975 | 1982 | 1990 | 1999 | 2008 | 2019 |
| -------------------------- | ---- | ---- | ---- | ---- | ---- | ---- | ---- | ---- |
| Einwohner                  | 183  | 167  | 164  | 196  | 178  | 158  | 177  | 183  |
| Quellen: Cassini und INSEE |      |      |      |      |      |      |      |      |